# Robert Jarvik
Robert Koffler Jarvik (ur. 11 maja 1946 w Midland, zm. 26 maja 2025 w Nowym Jorku) – amerykański lekarz, wynalazca i konstruktor urządzeń biomedycznych, znany z konstrukcji pierwszego wszczepialnego stałego sztucznego serca zasilanego zewnętrznie (Jarvik-7).

## Życiorys
Robert Jarvik urodził się 11 maja 1946 w Midland. Był synem Normana Eugene'a Jarvika, chirurga, i Edythe Koffler Jarvik. Dorastał w Stamford, CT. Od najmłodszych lat lubił majsterkować, przed ukończeniem szkoły średniej wynalazł automatyczny zszywacz wykorzystywany podczas zabiegów chirurgicznych. W 1964 rozpoczął naukę w Syracuse University, gdzie początkowo zajął się architekturą. Choroba serca jego ojca skłoniła go do zmiany zainteresowań. W 1968 uzyskał licencjat z zoologii, ale słabe wyniki nauki uniemożliwiły mu kontynuowanie nauki w amerykańskich uczelniach medycznych. W związku z tym wyjechał do Włoch, gdzie studiował nauki medyczne w Uniwersytecie Bolońskim. Po powrocie do Stanów Zjednoczonych, w 1971 ukończył biomechanikę na Uniwersytecie w Nowym Jorku z tytułem magistra.
W niedługim czasie został zatrudniony przez Willema Kolffa w Institute of Biomedical Engineering – ośrodku badawczym podległym University of Utah, który od lat 50. XX wieku zajmował się rozwijaniem technologii sztucznych narządów, zwłaszcza sztucznego serca. W 1976, pracując stale w instytucie, otrzymał tytuł lekarski (Doctor of Medicine).
Jarvik unowocześnił wcześniejszą konstrukcję opracowaną w 1971 („serce Kwann-Getta”), dopasowując kształt urządzenia oraz zastępując membranę gumową elementami poliuretanowymi, które zmniejszały ryzyko powikłań zakrzepowych. Opracowana wersja urządzenia (Jarvik-3) przeznaczona była do eksperymentów z użyciem zwierząt. Unowocześniona wersja (Jarvik-7), zastępująca komory serca i przyłączona do własnych przedsionków, przygotowana ostatecznie do wszczepienia do ludzkiego ciała, powstała na początku lat 80.

### Barney Clerk i Jarvik-7
Barney Clerk był emerytowanym dentystą, cierpiącym z powodu terminalnej niewydolności serca w przebiegu kardiomiopatii. W 61. roku życia zdecydował się poddać zabiegowi wszczepienia sztucznego serca. 2 grudnia 1982 w University of Utah Medical Center, w trakcie ponad siedmiogodzinnej operacji, kardiochirurg William C. DeVries wszczepił urządzenie przy asyście Jarvika. Przebieg okołooperacyjny powikłany był epizodem niedokrwiennym mózgu, skutkującym niesprawnością pacjenta. W okresie pooperacyjnym urządzenie wymagało wymiany źle pracującej zastawki. Barney Clark zmarł w 112. dniu po zabiegu wskutek niewydolności wielonarządowej.
Po pionierskim zabiegu Jarvik-7 używano jeszcze wielokrotnie. Najdłuższy osiągnięty czas podtrzymywania życia z użyciem urządzeń tego typu wynosił 620 dni. Finansowanie rozwijania projektu budowy doskonalszych sztucznych serc zakończono w 1988, już po opuszczeniu przez Jarvika macierzystego instytutu. Ograniczono wówczas wskazania do wszczepiania urządzeń do przejściowego podtrzymywania funkcji układu krążenia w oczekiwaniu na przeszczep organu od zmarłego dawcy. W 1990 amerykańska Agencja Żywności i Leków wycofało pozwolenie na dalsze stosowanie Jarvik-7 ze względu na słabą kontrolę jakości i nieprawidłowości w serwisowaniu urządzeń.

### Działalność w branży biotechnologicznej i bioinżynieryjnej
W 1976 Jarvik został wicedyrektorem Symbion Inc. (wcześniej pod nazwą Kolff Associates), firmy zajmującej się badaniami nad sztucznymi narządami i założonej przez Willema Kolffa. W 1981 został jej dyrektorem. Sposób zarządzania nią stał się przyczyną przejściowego pogorszenia stosunków między Jarvikiem a Kolffem. Przedsiębiorstwo rozszerzyła swój obszar zainteresowań – zajmowało się, między innymi, projektowaniem sztucznego ucha. W 1987 Jarvik zrezygnował z zarządzania Symbion Inc., przeniósł się do Nowego Jorku i założył tam własną firmę, Jarvik Company, która kontynuowała badania nad nową wersją sztucznego serca (Jarvik 2000), niewymagającą zasilania zewnętrznego.

### Życie osobiste
W 1987, w Nowym Jorku, Robert Jarvik zawarł drugi związek małżeński – z dziennikarką Marilyn vos Savant, znaną z najwyższego IQ w historii. Wcześniej jego żoną była również dziennikarka, Elaine Levin. Z pierwszego małżeństwa ma dwoje dzieci, Tylera i Kate.

## Działalność naukowa
Robert Jarvik był autorem ponad 60 publikacji dotyczących rozwiązań biomedycznych dotyczących sztucznych narządów. Był posiadaczem kilku patentów związanych z zastosowaniem urządzeń medycznych.

## Nagrody i wyróżnienia
- 1982 – Wynalazca Roku, nagroda Intellectual Property Owners
- 1983 – Wynalazca Roku, nagroda National Inventors Hall of Fame
- 1983 – doktorat honoris causa Syracuse University
- 1985 – doktorat honoris causa Hahnemann University